# Joseph Onika
Joseph Onika (ur. 2 maja 1967) – salomoński lekkoatleta i polityk.
W młodości uprawiał lekkoatletykę. W 1990 zdobył złoty medal w biegu na 100 metrów oraz srebrny w rywalizacji na dystansie 200 metrów podczas mistrzostw Oceanii w lekkoatletyce w Suvie. Jego wynik z biegu na 100 metrów (10,75 s) jest aktualnym rekordem kraju na tym dystansie.
Przed rozpoczęciem kariery politycznej pracował w firmie cateringowej, był również zatrudniony w Solomon Islands College of Higher Education (SICHE). 4 sierpnia 2010 dostał się do Parlamentu Narodowego z okręgu wyborczego East Central Guadalcanal. Uzyskał 1133 głosy. 27 sierpnia 2010 objął funkcję ministra dzieci i młodzieży w rządzie Danny’ego Philipa. Pełnił ją do kwietnia 2011, kiedy to został mianowany ministrem ziemi i mieszkalnictwa. Zachował to stanowisko w powołanym w listopadzie 2011 gabinecie Gordona Darcy Lilo.